# 小川孝喜
小川 孝喜（おがわ たかよし、1887年（明治20年）1月30日 - 1950年（昭和25年）11月18日）は、日本の政治家。立川町（現：立川市）の初代町長、立川市の初代市長である。

## 概要
- 1887年、初代村長の小川保一の息子として神奈川県北多摩郡立川村(立川町を経て、現在の東京都立川市)に生まれる。
- 1913年11月6日に村議を経て26歳で村長に就任。
- 1923年に立川が町政執行すると、初代町長に就任。
- 1928年に 中嶋舜司に町長を譲る。
- 1928年には東京府議員に就任。
- 1932年に再び町長に就任。
- 1933年に再び中嶋舜司に町長を譲る。
- 1940年に立川が市政執行した時、板谷信一郎が初代市長だと思われていたが、何かの都合で小川が初代市長になる。
- 1942年に市長辞任。
- 1947年には東京府議員を辞任。この頃公職追放となる[2]。
- 1950年に63歳で死去。